# Борисоглебский, Леонид Александрович
Леони́д Алекса́ндрович Борисогле́бский (6 апреля 1912, Санкт-Петербург — 28 января 2007, Минск) — советский и белорусский физик-теоретик. Доктор физико-математических наук (1967), профессор (1972).

## Биография
Борисоглебский родился в Санкт-Петербурге, затем жил и учился в деревне Новые Рутковичи (Кореличский район) и Новогрудке. В 1930 году он поступил на естественно-математический факультет Университета Стефана Батория в Вильнюсе, который из-за материальных затруднений окончил лишь в 1938 году, получив степень магистра философии в области физики. Не имея польского гражданства, давал частные уроки в Варшаве. После нападения Германии на Польшу в сентябре 1939 года вернулся в Новогрудок, где учительствовал; во время фашистской оккупации участвовал в деятельности подполья.
В 1944 году Борисоглебский стал ассистентом на кафедре теоретической физики БГУ, в 1948 году поступил в аспирантуру, а в 1952 году защитил кандидатскую диссертацию на тему «Исследование частиц, описываемых бесконечномерными уравнениями» (руководитель — Ф. И. Фёдоров, научный консультант — В. А. Фок). После этого он продолжил работать в БГУ, с 1972 года — в должности профессора (докторская диссертация на тему «Запрещенные радиационные переходы атомов и ядер» была защищена в 1967 году). В 1996 году Борисоглебский вышел на пенсию.
Борисоглебский читал в университете курсы электродинамики, квантовой механики, специальные курсы. Под его руководством защищено 8 кандидатских диссертаций.

## Научная деятельность
Научные работы Борисоглебского посвящены ядерной и атомной физике, теории элементарных частиц. Им проведены исследования частиц, описываемых бесконечномерными уравнениями, разработана теория запрещенных радиационных атомных и ядерных переходов. Он проанализировал эффекты структуры атомного ядра и электронной оболочки атома в электромагнитных переходах ядер, а также в явлении внутренней конверсии на высших оболочках атома.

## Награды
- Орден Отечественной войны II степени
- Грамота Верховного Совета БССР

## Работы
- Л. А. Борисоглебский. Запрещенные линии в атомных спектрах. // УФН, Т. 66, № 12 (1958).
- Л. А. Борисоглебский. Монопольные переходы атомных ядер. // УФН, Т. 81, № 10 (1963).
- Л. А. Борисоглебский, Э. М. Андерсон, В. Ф. Трусов, Г. С. Шуляковский. Таблицы по внутренней конверсии гамма-лучей на высших оболочках атома. — Минск: Изд-во БГУ, 1972.
- Л. А. Борисоглебский. Квантовая механика. — Минск: Изд-во БГУ, 1981; 1988 (2-е изд.).